# 사마라 전투

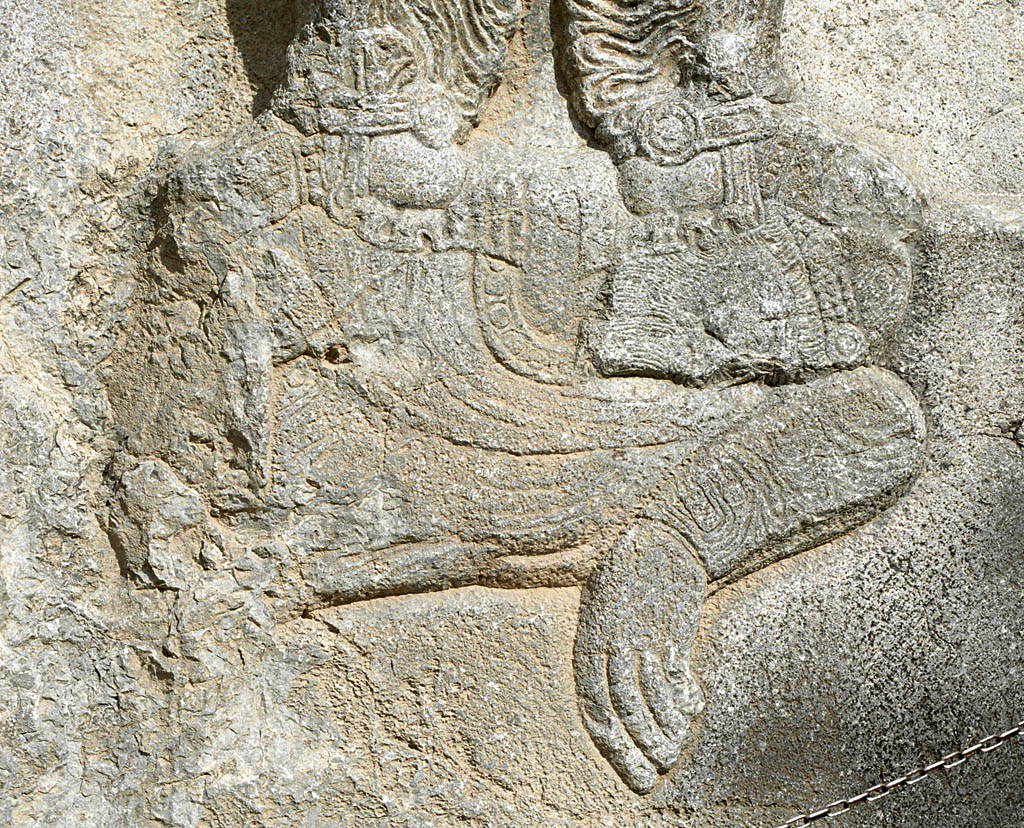
타크 보스탄의 아르다시르 2세 부조 발 밑에 깔려 있는 율리아누스

사마라 전투는 363년 6월 로마 제국과 사산 제국 사이에 있었던 전투이다. 로마 제국의 황제 율리아누스가 사산 제국을 침략하여 일어난 전쟁 기간에 있었던 결정적인 전투로 사산 제국이 승리하여 전쟁이 종결되는 계기가 되었다.

## 개요
율리아누스는 9만 5천명의 병력으로 사산 제국을 침공하였다. 당시 로마 제국은 사산 제국과 오랫 동안 전쟁을 치르고 있었으며 이 전쟁 역시 선대 황제인 콘스탄티우스 2세 시기부터 있었던 사산 제국과의 여러 전쟁들의 연장선에서 시작되었다. 율리아누스는 사산 제국의 샤푸르 2세를 폐위시키고 동방에서 패권을 쥐고자 하였던 것으로 생각된다. 현대의 역사가들은 침공 초기부터 율리아누스가 전략적 실수를 범했다고 평가한다. 그는 병력을 나누어 3만명의 병사를 그의 사촌 프로코피우스가 지휘하도록 하였는데, 이 때문에 율리아누스는 6만 5천 명의 병력으로 메소포타미아 북부를 침공하였다. 두 번째 실수는 사산 제국의 주력 군사를 격퇴하지 못한 채 사산 제국의 수도로 진군을 계속하였다는 것이다. 율리아누스는 첫 전투인 체시폰 전투에서 승리하였으나 도시를 함락시키지는 못하였다. 더욱이 아르메니아의 아르사크 2세가 배반하여 프로코피우스의 군대는 본대와 합류할 수 없었다. 아르사크 2세는 기독교도였으며 로마에 종속되어 있었다. 율리아누스는 체시폰 전투를 위해 강을 건너면서 대다수의 선박을 잃었고 그 후 보급이 원활하지 못했다. 난처한 상황에 놓이자 율리아누스는 단숨에 사산 제국의 수도를 공략하여 승리하고자 하였다. 훗날 기독교 역사가들은 율리아누스의 이러한 결정이 패전의 원인이 되었다고 평가하였다.
역사학자 데이비드 S. 포터는 충분한 공성 병기 없이 도시를 공격한 것을 율리아누스가 패전한 주된 이유로 꼽았다. 첫 전투에서 승리한 뒤에도 도시를 함락시키지 못했기 때문에 계속해서 보급로가 위태로운 상황에 놓이게 되었다는 것이다. 에드워드 기번은 물자를 보급할 함대가 없어진 상태에서 율리아누스의 군대는 결국 사산 제국 내의 지방들을 약탈하여 보급을 유지할 수 밖에 없었는데, 샤푸르 2세가 주변의 삼림과 밭을 불태워 버리는 청야 작전을 쓰자 더 이상 필요한 물자를 얻을 수 없게 되었고 게다가 병력의 보충도 여의치 않게 되어 전투에 패하게 되었다고 평가한다. 결국 율리아누스가 잘못된 전략을 수립한 것이 패전의 원인이 되었다는 것이다.
당대의 로마 역사가 암미아누스 마르켈리누스는 더 이상 싸울 여력이 없게 된 율리아누스의 군대가 보급을 확보하기 위해 메소포타미아 북부의 코르두에네로 후퇴하면서 계속되는 기습 공격을 받아 많은 피해를 입었고 사기 마저 바닥으로 떨어지게 되었다고 기록하였다. 사산 제국 군사와 몇 일간에 걸친 소규모 접전이 계속되는 가운데 벌어진 마란가 전투에서 로마군은 사기가 꺾였고 무더운 날씨로 지쳐갔다.

## 전투
마란가 전투 후 3일이 지나 로마군은 사마라 인근을 지나다 매복 공격을 당했다. 사산군은 로마 군단을 향해 소규모 돌격대로 기습한 뒤, 기병과 코끼리를 동원한 본대가 아나톨리우스가 지휘하던 로마군 좌익을 공격하였다.. 암마니우스는 당시의 상황에 대해 더운 날씨 때문에 갑옷을 벗고 있던 율리아누스는 급작스런 기습을 받게 되자 갑옷을 걸치지도 못한 채 반격을 독려할 수 밖에 없었다고 적었다. 혼전이 일어나자 율리아누스는 근위대 마저 없이 전장에 놓이게 되었고 결국 사산군의 창에 찔려 간이 손상되는 중상을 입게 되었다. 어의였던 오리바시우스는 날아든 투창이 율리아누스를 찔렀다고 보았다. 치명상을 입은 황제가 낙마하여 전장에서 실려나가는 동안에도 전투는 지지부진 계속되어 밤이 되어서야 그쳤다. 로마군은 좌익이 무너지고 지휘관 아나톨리우스 역시 전사하였지만 사산군 역시 지휘하던 귀족이 전사하여 기병과 코끼리 부대 모두 혼란에 빠졌다. 이 때문에 어떤 이들은 로마군이 승리하였다고 주장하지만 다른 이들은 사산군의 승리라고 평가하기도 한다. 율리아누스는 한밤중에 결국 사망하였다..
율리아누스는 그리스어로 "Νενίκηκάς με, Γαλιλαῖε" ("네가 이겼다, 갈릴리 사람들아.")라는 유언을 남겼다고 한다. 갈릴리 사람들이란 기독교도를 뜻한다. 콘스탄티누스 1세 이후 율리아누스 당시에도 기독교는 로마 제국의 국교였지만, 율리아누스는 기독교 이전의 로마 제국을 부흥시키고자 하였고 기독교를 박해하는 정책을 펼쳤다. 당대의 기독교 신학자 테오도레투스는 자신의 《교회사》 3권 제20장 429쪽에서 율리아누스가 치명상을 입은 이유를 기의 반기독교 정책 탓으로 돌리고 있다.
당시의 웅변가 리바니우스는 한 연설에서 율리아누스를 로마 제국 최후의 정통 황제라고 부르면서 기독교도 병사가 황제를 암살하였다고 주장하였고, 율리아누스의 공식 전기를 집필한 암미아누스 역시 이 점을 의삼하였다.

## 결과

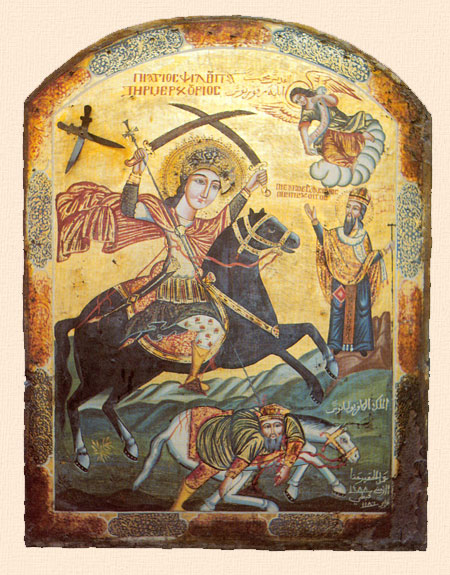
율리아누스를 죽이는 성 메르큐리우스

율리아누스가 죽자 부하 장군들은 투표를 통해 요비아누스를 새 황제로 선출하였다. 요비아누스는 아버지를 이어 대대로 황제의 근위대장을 역임하였다. 요비아누스는 사산 제국과 협상을 시도하였으나 결렬되었고 로마군은 사산군에 의해 포위되었다. 샤푸르 2세는 로마군의 안전한 후퇴에 대한 조건으로 티그리스강 서안의 로마 속주에 대한 할양을 요구하였다. 이는 샤푸르 2세의 조부인 나르세스 1세가 로마의 디오클레티아누스에게 수도 크테시폰을 함락 당한 뒤 체결하였던 강화조약을 무효로 돌리는 것이었다. 363년 페르시아-로마 강화 조약의 결과 티그리스 유역의 로마 속주였던 인틸레네, 자브디세네, 아르자네네, 목소에네, 코르두에네의 다섯 지방이 사산 제국에 편입되었고 아르메니아의 요새 15 곳도 사산 제국에게 넘겨졌다.

## 영향
사산 제국은 타크 보스탄에 아르다시르 2세의 대관식 기념 부조를 세우면서 그 발 밑에 율리아누스가 깔린 모습을 조각하여 자신들의 승리를 기념하였다. 사산 제국은 로마의 침공을 격퇴하여 제국의 기반을 다질 수 있었지만 실제 전투를 이끈 샤푸르 2세는 급작스레 사망하였고, 그 뒤를 이은 아르다시르 2세도 얼마 지나지 않아 폐위되었으며, 왕위를 이은 샤푸르 3세 역시 석연찮은 죽음을 맞는 등 사산 제국의 정국 역시 불안하였다.
콘스탄티누스 1세가 기독교를 공인하였다는 이유 하나만으로 성인의 반열에 오른 것과 달리 스스로 철학자이자 그리스 로마 고전 시대를 부활시키려던 율리아누스는 반기독교 정책을 폈다는 이유 하나만으로 "배교자"라는 별칭이 붙게 되었다. 이 때문에 기독교도 사이에서 율리아누스의 죽음은 신이 내린 형벌로 받아들여졌고, 당대에 이미 사망한 지 오래였던 3세기 인물인 성 메르큐리우스가 로마 병사로 화하여 그를 벌한 것이라는 전설이 생겨났다.

## 참고 문헌
- Gibbon, Edward, The Decline and Fall of the Roman Empire, The Modern Library, 1932, New York.
- Ammianus Marcellinus' works in English at the Tertullian Project with introduction on the manuscripts
- Browning, Robert, The Emperor Julian, University of California Press, 1976, ISBN 0-520-03731-6
- David S. Potter, The Roman Empire at Bay AD180-395, Routledge, 2004